# George Hoyt Whipple
George Hoyt Whipple (Ashland, Nuevo Hampshire; 28 de agosto de 1878 - Rochester, Nueva York; 1 de febrero de 1976) fue un médico e investigador estadounidense. Se doctoró en Medicina en la Universidad Johns Hopkins, habiendo obtenido la licenciatura en la Universidad de Yale.
Sus trabajos fundamentales de investigación médica se desarrollaron sobre la función de los nutrientes sobre la estimulación de la médula ósea.
Obtiene el Premio Nobel de Fisiología o Medicina en 1934, compartido con William Parry Murphy y George Richards Minot.
Fue el primero en describir la enfermedad de Whipple (nombrada en su honor) y descubrir que está causada por la bacteria Tropheryma whipplei en 1907.
| Predecesor: Thomas Hunt Morgan | Premio Nobel de Fisiología o Medicina 1934 | Sucesor: Hans Spemann |

- Datos: Q273238
- Multimedia: George Whipple / Q273238